# Kure-nai
Kure-nai (紅?  lit. «Carmesí») es una serie de novelas ligeras japonesas escritas por Kentarō Katayama e ilustradas por Yamato Yamamoto, iniciada en 2005 y publicada por Shueisha. Presenta adaptaciones al manga, serializada en la revista Jump Square; al anime, por Brain's Base en 2008; y OVAs, nuevamente por Brain's Base en 2010.

## Argumento
Shinkurou Kurenai, un chico de 16 años, es un mediador, un especialista en resolver disputas entre la gente. A pesar de ser tan joven y un tanto despreocupado, a la hora de proteger a sus clientes y a sus propios intereses demuestra toda su valía. Un día, le presentan a la hija de siete años de una familia rica y poderosa, Murasaki Kuhōin, con la propuesta de que sea su guardaespaldas. A pesar de la vida estudiantil de Kurenai, él intenta guardar en secreto su trabajo como mediador, además de que debe proteger y ocultar a Murasaki de las personas que la están buscando.

## Personajes

### Personajes principales
Shinkurō Kurenai (紅 真九郎 Kurenai Shinkurō?)
 Seiyū: Miyuki Sawashiro
El protagonista masculino de la serie. Sus padres murieron en un atentado terrorista cuando él era un niño. A pesar de ser tan joven y aparentemente débil, se trata de un trabajador capaz y fuerte que trabaja para Benika de mediador. Estos hacen todo tipo de trabajos, incluyendo ser el guardaespaldas de Murasaki. Está entrenado en artes marciales, además de ser un joven muy inteligente y espabilado. En el pasado, por la necesidad de hacerse más fuerte, adquirió un arma que sale de su cuerpo en caso de encontrarse en aprietos, una especia de gran cuchilla que sale de su antebrazo.
Su cumpleaños es el 8 de julio, por lo que su signo zodiacal es Cáncer.
Murasaki Kuhōin (九鳳院 紫 Kuhōin Murasaki?)
 Seiyū: Aoi Yūki
La protagonista femenina de la serie. Murasaki es la hija de siete años de Souju y Renjo Kuhouin. En un primer momento se muestra muy terca y borde, debido a la vida a la que estaba acostumbrada, aunque pronto su carácter cambia a simpático y dulce, demostrando una gran capacidad para relacionarse con todo tipo de individuos, y muy espabilada y madura para su edad. Debido a las tradiciones de su familia, las mujeres Kuhōin deben vivir toda su vida en el santuario de la familia hasta su muerte y nunca experimentar el mundo exterior. Por esta razón, su madre antes de morir pidió a Benika que la alejara de ese lugar para que experimentara una vida diferente y pudiera llegar a enamorarse. Para ello, le encarga a Kurenai que sea su guardaespaldas.
Su cumpleaños es el 10 de mayo, por lo que su signo zodiacal es Tauro.

### Mediadores
Benika Jūzawa (柔沢 紅香 Jūzawa Benika?)
 Seiyū: Sawa Ishige
Benica es la jefa de Shinkurō, y la encargada de buscarle sus distintos «trabajos». Shinkurō haría cualquier cosa por ella, en agradecimiento por la ayuda que le presto cuando él era joven, además de tenerle un gran respeto y admiración. Ella es una persona tranquila, aunque con un fuerte carácter y siempre confía en su intuición por encima de cualquier cosa. En nombre de la madre de Murasaki, cuyo último deseo fue que su hija pudiera dejar el santuario de la familia Kuhōin, la deja al cuidado de Shinkurō, ya que considera que son personas muy similares e idónea para el trabajo de protegerla.
Yayoi Inuzuka (犬塚 弥生 Inuzuka Yayoi?)
 Seiyū: Aiko Ōkubo
Yayoi trabaja para Benika como uno de sus subordinados. Tiene una tendencia a sobrepasar sus límites y en un principio no confía demasiado en dejar a Murasaki al cuidado de Shinkurō, por lo que pasa la mayor parte de su tiempo vigilando en secreto a este. Cree que un trabajo tan importante como es la protección de Murasaki, sería mejor dejarlo en manos más experimentadas y capaces.

### Amigos de Kurenai
Ginko Murakami (村上 銀子 Murakami Ginko?)
 Seiyū: Nozomi Masu
Ginko es una amiga de la infancia de Shinkurō, y parece encontrarse atraída de él. Lo ayuda encargándose de buscar información para él mediante Internet, y se preocupa mucho cuando hace trabajos para Benika. Se lleva muy mal con Yuno, ya que fue su familia quien le enseñó artes marciales y le dio la confianza para ser un mediador.
Yūno Hōzuki (崩月 夕乃 Hōzuki Yūno?)
 Seiyū: Ryoko Shintani
Yūno es una chica que vivió con Shinkurō cuando era joven, tras ser acogido después de la muerte de sus padres; y es donde aprendió las artes marciales, por lo que de alguna forma son como «hermanos adoptivos», aunque ella parece sentir algo más hacia él. Viene de una familia que solían ser asesinos, y aunque sus costumbres hayan cambiado, aún practican las artes marciales de este propósito. Su tranquila personalidad esconde el hecho de que ella es una gran luchadora. Tiene una hermana menor llamada Chizuru.
Tamaki Mutō (武藤 環 Mutō Tamaki?)
 Seiyū: Asami Sanada
Tamaki es una estudiante universitaria que vive en el mismo edificio que Shinkurō. Es una persona muy coqueta, quien dice saber todo sobre los hombres y el amor, aunque no incluye sus propias experiencias, ya que tiene muchas dificultades para mantener un novio. Es muy extrovertida, sociable y divertida. Se queda con Murasaki voluntariamente durante el día, mientras Shinkurō está en la escuela.
Yamie (闇絵 Yamie?)
 Seiyū: Haruka Kimura
Yamie es otra inquilina del edificio donde vive Shinkurō. Siempre viste negro y se llama a sí misma como una mujer pecadora. Ama los gatos y siempre se inventa una historia diferente cuando le preguntan por la razón de la muerte de su esposo. Parece una persona muy fría y siniestra, excepto cuando trata con Shinkurō y Tamaki, y más tarde con Murasaki, con quienes ríe, bromea e incluso canta. Su actitud o comentarios se pueden considerar la mayoría de las veces sarcásticos.

### Familia Kuhōin
Renjō Kuhōin (九鳳院 蓮丈 Kuhōin Renjō?)
 Seiyū: Takaya Kuroda
Renjō es el padre de Murasaki. De acuerdo a la costumbre de su familia, debe tener hijos con una Kuhōin y luego casarse con una mujer del exterior. Por esta tradición, provocó el suicidio de Soujo, la mujer que realmente amaba, lo cual le dejó una profunda tristeza. Quiere ver feliz a Murasaki en honor a Soujo pero sabe que no puede ir en contra de las costumbres de la familia.

## Contenido de la obra

### Novela ligera
Kure-nai se inició como una novela ligera escrita por Kentarō Katayama y con ilustraciones de Yamato Yamamoto, editada por Shueisha y bajo la imprenta de Super Dash Bunko, en 2005 en Japón. Consta de cuatro volúmenes, siendo el último lanzamiento en 2008.
| Título                                              | Fecha de publicación    | ISBN                   |
| --------------------------------------------------- | ----------------------- | ---------------------- |
| Kure-nai 紅                                         | 20 de diciembre de 2005 | ISBN 4-08-630272-1     |
| Kure-nai ~Guillotine~ 紅 ～ギロチン～               | 25 de julio de 2006     | ISBN 4-08-630290-X     |
| Kure-nai ~Shuuakusai~ (Parte 1) 紅 ～醜悪祭～（上） | 22 de noviembre de 2007 | ISBN 978-4-08-630342-2 |
| Kure-nai ~Shuuakusai~ (Parte 2) 紅 ～醜悪祭～（下） | 25 de abril de 2008     | ISBN 978-4-08-630416-0 |

### Manga
Una adaptación al manga se inició a serializar con la primera entrega de la revista Jump Square, el día 2 de noviembre de 2007. Realizado por el ilustrador Yamamoto Yamato, y editado también por Shueisha, ya lleva recopilado seis volumen. También ha sido publicada en Francia por la editorial Kaze.
| Volumen | Fecha de publicación   | ISBN                   |
| ------- | ---------------------- | ---------------------- |
| 1       | 4 de junio de 2008     | ISBN 978-4-08-874509-1 |
| 2       | 4 de noviembre de 2008 | ISBN 978-4-08-874598-5 |
| 3       | 1 de mayo de 2009      | ISBN 978-4-08-874671-5 |
| 4       | 4 de diciembre de 2009 | ISBN 978-4-08-874771-2 |
| 5       | 2 de julio de 2010     | ISBN 978-4-08-870040-3 |
| 6       | 3 de diciembre de 2010 | ISBN 978-4-08-874771-2 |

### Anime
Una adaptación al anime fue realizada en 2008. El estudio que la adaptó fue Brain's Base, dirigida por Kō Matsuo y fue emitida originalmente por las cadenas japonesas Chiba TV y TV Kanagawa, desde el día 3 de abril al 19 de junio de 2008, emitiéndose un total de 12 episodios. El anime se diferencia de la novela y el manga, por tener un enfoque más dramático y se centra más es su estilo de vida.

#### Banda sonora
- Opening:

"Love Jump"
Interpretación: Kuribayashi Minami
- Ending:

"'Crossing Day" (eps. 1 - 7, 9 - 12)
Interpretación: Shintani Ryouko
"'Tenohira no Taiyou " (ep. 8)
Interpretación: Shintani Ryouko

### OAD
Un original animated DVD (OAD) de media hora fue lanzado junto con el quinto volumen del manga, el 2 de julio de 2010. Fue dirigida nuevamente por Kō Matsuo, y por el estudio Brain's Base. La trama es una adaptación de la continuidad de la novela y manga, y el diseño de personajes se acerca más a los realizados por Yamato que los del anime. Una segunda OAD fue lanzada con el sexto volumen del manga, el 3 de diciembre de 2010. Cuenta con tres pequeñas historias sacadas del original novela y manga.